# السد (القليوبية)
السد إحدى قرى مركز قليوب التابع لمحافظة القليوبية بجمهورية مصر العربية.

## السكان
بلغ عدد سكان السد 16,487 نسمة، حسب الإحصاء الرسمي لعام 2006.